# Dunkel

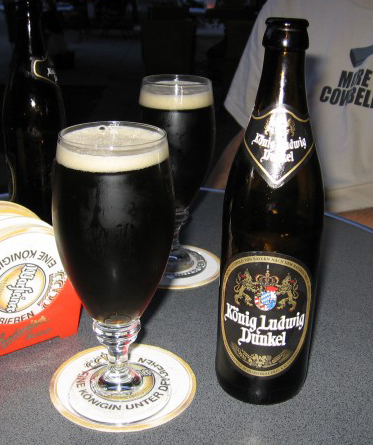
Cerveza dunkel de König Ludwig.

Dunkel es una palabra utilizada para varios tipos de cerveza alemana lager oscura. Dunkel es la palabra alemana que significa «oscuro», y las cervezas dunkel generalmente varían en color de ámbar a marrón rojizo oscuro. Se caracterizan por su suave sabor a malta. En términos informales, cuando se pide en un bar una dunkel, es probable que signifique cualquier cerveza oscura que el bar tenga; en gran parte del norte y oeste de Alemania, especialmente cerca de Düsseldorf, esto puede ser altbier.
En Baviera, dunkel, junto con helles, es un estilo tradicional elaborado en Munich y popular en toda Baviera. Con concentraciones de alcohol de 4,5% a 6% en volumen, las dunkel son más débiles que las doppelbocks, otra cerveza tradicional oscura bávara. Las dunkel se producen con maltas de Munich que le dan su color. También se pueden agregar otras maltas o sabores.
Muchas dunkel tienen un sabor a malta distintivo que proviene de una técnica de preparación especial llamada maceración por decocción. Más comúnmente, las cervezas dunkel son cervezas oscuras, pero el término también se usa para referirse a cervezas de trigo oscuro como Franziskaner Hefe-Weisse Dunkel. Dunkel weizen es otro término usado para referirse a las cervezas de trigo oscuro, que son afrutadas y dulces con más maltas tostadas y oscuras que su contraparte más ligera, la hefeweizen.

## Dunkelde Múnich

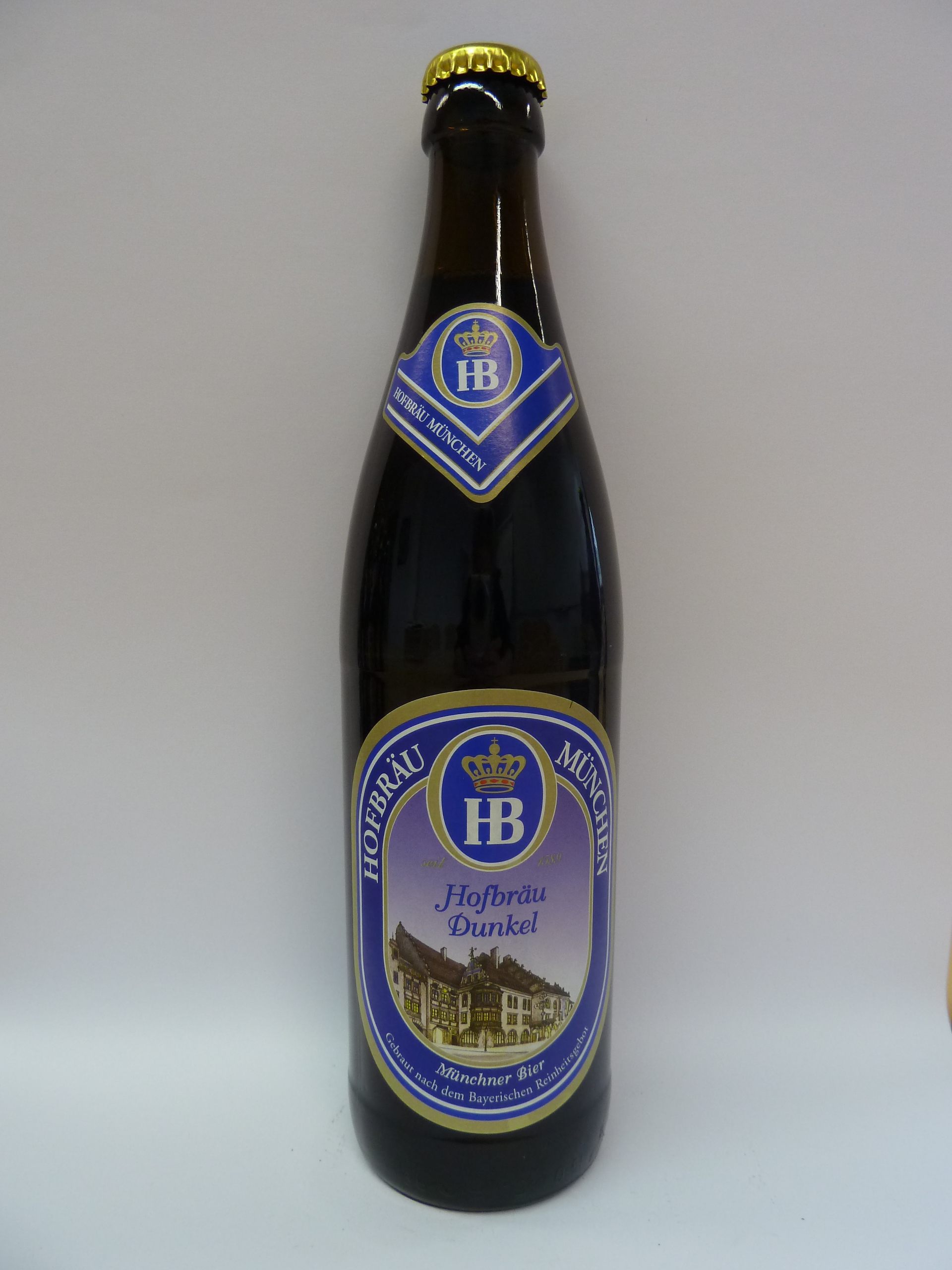
Cerveza dunkel de Hofbräu München.

Las dunkel eran el estilo original de las aldeas y el campo bávaros, y era el estilo más común en el momento de la introducción del Reinheitsgebot (1516). Como tal, es la primera cerveza "totalmente codificada y regulada". Su concentración alcohólica rara vez es superior al 5,5% y tiene un bajo amargor, un color oscuro distintivo y un sabor a malta. Las dunkel se elaboran con levaduras lager.
Las cervezas de color más claro no eran comunes hasta la última parte del siglo XIX, cuando los avances tecnológicos las hacían más fáciles de producir.

## Dunkelfrancona
Las dunkel también están muy extendido en partes de Franconia, por ejemplo, la Suiza de Franconia, donde ha sido originalmente el tipo de cerveza más común. La región tiene muchas microcervecerías, de las cuales muchas todavía producen dunkel. Un ejemplo es la cervecería de la abadía de Weissenohe (Weissenoher Klosterbrauerei).

## Ejemplos
- Aktienbrauerei Kaufbeuren Dunkel
- Andechser Dunkel
- Augustiner Dunkel
- Ayinger Altbairisch Dunkel
- Dunkel Fester - una cerveza británica de estilo dunkel elaborada por Wychwood Brewery
- Erdinger Dunkel
- Franconia Brewing Company German Dunkel
- Hacker-Pschorr Münchner Dunkel
- Hofbräu München Dunkel
- König Ludwig Dunkel
- Löwenbräu Dunkel
- Paulaner Original Münchner Dunkel
- Spaten München Dunkel
- Warsteiner Premium Dunkel
- Weihenstephaner Tradition Bayrisch Dunkel
- Weltenburg Abbey Weltenburger Kloster Barock Dunkel